# Rouen-Les-Essarts
Rouen-Les-Essarts – były tor uliczny o długości 6,542 km w Grand-Couronne i Orival, niedaleko Rouen we Francji.
Od czasu otwarcia toru w 1950 roku, był uważany za jeden z lepszych obiektów w Europie. Posiadał nowoczesne boksy dla zespołów, szeroką jezdnię i trybuny dla fanów. Trasa miała kilka prostych średniej długości, wybrukowane nawroty (Nouveau Monde) oraz parę zakrętów z ograniczoną widocznością. Wyjątkowość toru podkreślała wspinaczka od zakrętu Nouveau Monde do Gresil, różnica poziomów wynosiła prawie 100 metrów.
Rouen-Les-Essarts było gospodarzem pięciu Grand Prix Francji Formuły 1. Ostatnie odbyło się w 1968 roku, kiedy w wypadku zginął Jo Schlesser. Do 1978 roku odbywały się tu zawody Formuły 2, później różne krajowe mistrzostwa Francji.
Tor przeszedł kilka modyfikacji. Do 1954 roku miał długość 5,1 km. W 1955 roku został wydłużony do jego najbardziej znanej konfiguracji: 6,542 km. Budowa trasy szybkiego ruchu wymusiła skrócenie toru do 5,543 km. Ostatecznie w 1974 roku zbudowano szykanę przy Six Fréres i tę część toru przemianowano na Des Roches.
Rouen-Les-Essarts zostało zamknięte w 1994 roku poprzez kłopoty ekonomiczne i związane z bezpieczeństwem, organizowanie ulicznych wyścigów przy ówczesnych wymogach bezpieczeństwa było trudne. W 1999 roku została zburzona cała infrastruktura związana z torem, m.in. trybuny, pit lane, bariery oraz oznaczenia trasy. Brukowany nawrót Nouveau Monde został wyasfaltowany, ale wciąż można jeździć po drogach starego toru.
Nazwa Les Essarts pochodzi od miejscowości, która była zaliczana do gminy Grand-Couronne w 1874 roku.        

## ZwycięzcyGrand Prix Francjina torze Rouen-Les-Essarts
| Sezon | Kierowca                              | Zespół                                       |        |
| ----- | ------------------------------------- | -------------------------------------------- | ------ |
| 1952  | Alberto Ascari                        | Ferrari                                      | Wyniki |
| 1957  | Juan Manuel Fangio                    | Maserati                                     | Wyniki |
| 1962  | Dan Gurney                            | Porsche                                      | Wyniki |
| 1964  | Dan Gurney                            | Brabham-Climax                               | Wyniki |
| 1968  | Jacky Ickx                            | Ferrari                                      | Wyniki |
|       | 2x Gurney 1x Ascari 1x Fangio 1x Ickx | 2x Ferrari 1x Maserati 1x Porsche 1x Brabham |        |